# Amfiteatar u Draču
Amfiteatar u Draču (albanski: Amfiteatri i Durrësit) je veliki rimski amfiteatar u gradu Draču u Albaniji. Izgrađen je u 2. stoljeću u drevnom Epidamnusu ili Dyrrachiumu/Dyrrachiumu, u vrijeme vladavine rimskog cara Trajana, nalazi se u samom centru grada, a samo pola amfitearta je iznad zemlje. Amfiteatar je korišten za nastupe do 4. stoljeća. Jedan je od najvećih amfiteatara na Balkanskom poluotoku, imao je kapacitet od 20.000 ljudi. Otkriven je u kasnim 1900-ih, a danas je postao popularna turistička atrakcija, kandidat je za Svjetsku kulturnu baštinu.
Amfiteatar ima eliptičan oblik s osima od 132,4 i 113,2 metara. Arena unutar amfiteatra ima dimenzije 61,4 puta 42,2 metara i visoka je 20 metara. Izgrađena je na padini brda, a unutar amfiteatra postoje stubišta i galerije na različitim razinama. Unutar amfiteatra se nalazi kapela s mozaikom.
Amfiteatar je okružen sa svih strana gradom Dračom a na jednom dijelu arene su čak izgrađene zgrade za moderno stanovanje.  Grad Drač planira ukloniti sagrađene zgrade.
U 2013. godini, amfiteatar je ušao na izbor zajedno s trinaest drugih mjesta po Europa, kao jedno od najugroženijih mjesta kulturne baštine u Europi.
Otkopavanja koja su vršena u 20. stoljeću obavljana su nestručno te je amfiteatar propado, od 2004. godine Sveučilište u Parmi počelo je restauratorske radove na spasu spomenika.

## Vanjske poveznice
- Amfiteatar u Draču Google Earth na Global Heritage Network